# Barbara Newhall Follett
Barbara Newhall Follett, ameriška pisateljica, * 4. marec 1914, Hanover, New Hampshire, izginila 7. decembra 1939.
Njen prvi roman z naslovomThe House Without Windows je bil objavljen januarja 1927, ko je imela 12 let. Njen naslednji roman, The Voyage of the Norman D., je izšel dve leti kasneje in je bil relativno dobro sprejet med kritiki.
7. decembra 1939 naj bi, stara 25 let, razočarana nad zakonom zapustila tanovanje s 30 dolarji v žepu in izginila neznano kam.